# إصفورن أبيض
إصفورن أبيض (الاسم العلمي:Isopyrum album) هو نوع غير مؤكد من النباتات يتبع جنس الإصفورن من الفصيلة الحوذانية.